# Philippe-Joseph Salazar
Vous pouvez aider à l'améliorer ou bien discuter des problèmes sur sa page de discussion.
- Il ne s’appuie pas, ou pas assez, sur des sources secondaires ou tertiaires. (Marqué depuis juillet 2021)
- Son ton est trop promotionnel ou publicitaire, voire hagiographique. Le texte doit adopter un ton neutre et encyclopédique. (Marqué depuis juillet 2021)
- Il n’est pas rédigé dans un style encyclopédique. (Marqué depuis mars 2022)

- Archive Wikiwix
- Bing
- Cairn
- DuckDuckGo
- E. Universalis
- Gallica
- Google
- G. Books
- G. News
- G. Scholar
- Persée
- Qwant
- (zh) Baidu
- (ru) Yandex
- (wd) trouver des œuvres sur Wikidata

Pour les articles homonymes, voir Salazar.
Philippe-Joseph Salazar, né en 1955 à Casablanca, est un rhétoricien et philosophe français, ancien « directeur de programme » (séminaire Rhétorique et Démocratie) au Collège international de philosophie (1998-2004). Ses travaux, issus de l’école française de rhétorique fondée par Marc Fumaroli, s'intéressent aux formes rhétoriques impliquées dans la formation des réalités dans les sciences humaines.
Il est lauréat en 2008 du prix annuel de recherche africain de la fondation Harry Oppenheimer et couronné par le Prix Bristol des Lumières en 2015 pour son essai sur le terrorisme djihadiste Paroles armées. Il occupe la chaire de rhétorique à la Faculté de Droit de l'université du Cap.

## Biographie et œuvre
Philippe-Joseph Salazar poursuit des études secondaires au lycée Lyautey  à Casablanca et au lycée Théophile-Gautier à Tarbes. Il entre ensuite en hypokhâgne au lycée Pierre-de-Fermat à Toulouse, où il étudie également l'arabe, puis en khâgne au lycée Louis-le-Grand  à Paris où il est l'élève d’Hubert Grenier et où il suit les cours d’André Pessel sur Descartes. Il intègre Normale Sup en 1975, où il assiste au séminaire de Jacques Derrida. Dès 1974, Salazar rejoint le séminaire de Roland Barthes  parallèlement à une maîtrise de science politique à Panthéon-Sorbonne suivie d'un DEA sous la direction de Maurice Duverger qui lui conseille de faire de la voix un objet d’étude.
Critique d’opéra (sémiotique) à l’L'Avant-scène opéra, il se lie d’amitié avec l’écrivain et psychanalyste Michel Orcel et publie, sur la voix, dans les revues Avalanche et L’Alphée  où il publie en 1981 son opéra Icare. Il collabore à cette époque aux revues libérales Contrepoint (avec Michel Maffesoli, Alain-Gérard Slama) et Commentaire.  Il compose l'éloge funèbre de Maria Callas, qu'il eut l'honneur de connaître, dans Libération [réf. nécessaire].
Il rencontre, en 1977, Georges Balandier qui publie son essai sur Savonarole, et lui commande son premier ouvrage, Idéologies de l’opéra (1980) qu'il dédie à la soprano Germaine Lubin. Balandier l’oriente vers l’anthropologie des représentations politiques et vers l’Afrique, avec l’aval de Louis Althusser, son caïman de philosophie à l'ENS. Son travail anthropologique de terrain en Afrique du Sud (1978-1981, 1983) prend la forme d’une thèse de doctorat en anthropologie sociale et culturelle, dirigée par Georges Balandier puis par Michel Maffesoli ; mise sous embargo par la police de sécurité sud-africaine, soutenue en 1983, elle sera publiée en 1989 sous le titre de L’Intrigue raciale. Essai de critique anthropologique, avec une préface de Louis-Vincent Thomas [réf. nécessaire]. Il engage une réflexion sur le rhetorical turn (en), les rapports entre la rhétorique et les sciences humaines (« Ut Rhetorica Sociologia, essai sur une naissance des sciences sociales », Cahiers de l'imaginaire ; « Formes de la voix », Sociétés, 1987 ; et « The Rhetoric of French Positivism », Current Sociology, 1993).
Marc Fumaroli lui propose en 1981 d’approfondir les sources verbales du classicisme rhétorique (sous la direction de celui-ci, il rédige une thèse de doctorat d’État, soutenue en 1992 et publiée en 1995 sous le titre : Le Culte de la voix au XVIIe siècle. Formes esthétiques de la parole à l’âge de l’imprimé. Il organise, en septembre 1993, le colloque de Cerisy consacré à l'œuvre de Marc Fumaroli. Il rejoint à cette époque (1981) le Cartel de rédaction de Spirales, Journal International de Culture, la revue d'avant-garde en psychanalyse lacanienne d'Armando Verdiglione (it) dont il traduit le discours d'ouverture La Frontière n'est pas la limite, au congrès international de psychanalyse organisé par le mouvement freudien international, avec pour thème « Sexe et Langage ». 
Il entame également un travail transversal, dans l'esprit du Collège international de philosophie, sur la rhétorique comme une sceptique du politique. Ce travail est initialement centré sur la culture politique classique : avec l'édition du Projet d'éloquence royale d'Amyot (1992) et des Mémoires de Pierre-Daniel Huet (1993) et la traduction du traité (fortement influencé par la rhétorique) de l'Académie royale de peinture et de sculpture, le De arte graphica de Charles Dufresnoy (1991). En philosophie, il produit deux ouvrages, l'un consacré au maître du scepticisme La Mothe Le Vayer (La Divine Sceptique. Éthique et Rhétorique (2000) et une édition de De la Patrie et des étrangers (2003), saluée par Michel Onfray et commentée dans Libération[source insuffisante]. Ses travaux s'ouvrent sur d'autres intersections rhétoriques ; parmi d'autres, en 2005, publication des cours du Collège de France d'Adam Mickiewicz sur Les Slaves et l'idéologie slavophile, d'un Mahomet, une typologie historique des lieux communs rhétoriques élaborés en France depuis la première traduction du Coran en Bourgogne, à l'abbaye de Cluny, au XIIe siècle, qui devient l'objet d'une interaction soutenue avec le poète et philosophe tunisien Abdelwahab Meddeb. Max Lejbowicz juge, lui, qu'en dépit de l’intérêt du projet de présenter des extraits de dix-sept biographies de Mahomet sorties de plumes européennes entre 1697 et 1941 et onze documents sur la civilisation musulmane de même origine, « Philippe-Joseph Salazar n’a accompli que le moitié du travail », car il y manque « le travail d’élucidation historique sans lequel les textes restent des objets inanimés. »
Élu doyen de la Faculté des lettres de l'université du Cap (Afrique du Sud), alors que le pays a aboli l’apartheid (1991) et connaît les premières élections générales sud-africaines de 1994 de son histoire, il fonde le Centre for Rhetoric Studies (1994) à l’université du Cap, s'engage activement dans des activités de recherche et de conseil (auprès du nouveau Parlement sud-africain) ; il crée l'Association for Rhetoric and Communication in Southern Africa, affiliée à la Fédération Internationale des Langues et Littératures Modernes (FILLM) de l'Organisation des Nations unies pour l'éducation, la science et la culture (UNESCO) et à la National Communication Association des États-Unis. Il établit un réseau scientifique international de rhétoriciens et forme les premiers magisters et doctorants en rhetoric studies sur le continent africain. Dès 1994, il s'engage avec la philosophe Barbara Cassin dans une collaboration soutenue sur la rhétorique et le politique.
En 1998, il est élu au Collège international de philosophie en tant que directeur du programme en Rhétorique et démocratie. Pierre Berès lui demande d'écrire Afrique du Sud. La révolution fraternelle, prolégomènes d'un travail de réflexion sur la réconciliation et ses régimes rhétoriques, approfondi dans An African Athens. Rhetoric and the Shaping of Democracy in South Africa (2002) et mené à terme dans Amnistier l’Apartheid (2004). « Philosophe atypique », selon Emmanuel Lemieux il plaide pour une « ré-appropriation des moyens de production de la parole politique ». Marcela Iacub, à propos de son livre Paroles de leaders, comment décrypter le discours des puissants, entame une polémique sur son « conservatisme républicain » qui est en réalité un scepticisme radical et critique les effets de puissance de la rhétorique.[réf. souhaitée]
En 2015, il offre une réflexion suivie sur les formes rhétoriques de la surveillance pour les revues Lo Sguardo et Cosmopolis. Avec un symposium tenu à Buenos Aires en 2017 à l'initiative de la philosophe Claudia Hilb, et à la suite d'une traduction en castillan du rapport sud-africain de Desmond Tutu vérité et réconciliation, il conclut trente ans de travaux sur les formes rhétoriques de l'incompréhensible en politique par une séquence de publications en espagnol, dont La resiliencia de los fundamentos retóricos et Sobre la reconciliacion politica como actualidad de la retorica.
L’université du Cap le nomme membre du College of Fellows en 1995 et Distinguished Professor in Humane Letters and Rhetoric en 1999. Depuis Le Cap, il conseille et dirige des projets internationaux en rhétorique. La Fondation nationale de la recherche d'Afrique du Sud lui accorde en 2007 sa plus haute distinction d'excellence (A1). Il a été ou est conférencier invité en Russie (dans le cadre de la chaire UNESCO de philosophie de la paix), en Europe, au Maroc, au Canada, aux États-Unis, en Chine populaire, en Amérique latine, en particulier en Argentine. En 2010, il donne la Kenneth Burke Lecture en Rhétorique à l'Université d'État de Pennsylvanie, en 2007 l'Annual Lecture in Law and Literature au John Jay College of Criminal Justice (Cuny), de New York et en 2013 il est l'invité du prestigieux Colegio Nacional de Buenos Aires[réf. nécessaire]. En 2017 il apparaît à la Fondazione MAST, à Bologne ; et au festival de littérature de Berlin Haus für Poesie,.
Il fonde et dirige de 2006 à 2014 la collection Pouvoirs de Persuasion, chez Klincksieck. Il siège aux comités de rédaction des influentes revues de rhétorique Quarterly Journal of Speech, Philosophy and Rhetoric, Javnost-The Public de l'Euricom, et est directeur des éditions Africa Rhetoric Publishing. Nommé en 2012 pour le prix Kyoto de philosophie.
Son ouvrage Paroles armées (2015), traduit en italien (Bompiani), espagnol (Anagrama), allemand (Random House Pantheon) et anglais (Yale University Press) est reçu favorablement par la critique, et la presse internationale,,,,, pour son étude novatrice et approfondie de la propagande et des stratégies rhétoriques de communication de l’État islamique, ou Daesh. Des extraits de la version allemande, Die Sprache des Terrors, ont été repris pour introduire la pièce du prix Nobel de Littérature Elfriede Jelinek, Wut (Rage) lors de la première à Darmstadt (Wut est une réflexion sur le massacre de Charlie Hebdo par des militants de l'État Islamique, ISIS). L'ouvrage a été couronné par le prix Bristol des Lumières en novembre 2015 (le soir-même du massacre du Bataclan).
Il tient la Chronique du rhéteur cosmopolite et Comment raisonnent-ils? sur Les Influences.

## Publications

### Monographies, direction d’ouvrages collectifs
- Contre la Rhétorique. Paris: Éditions du Cerf.2024.
- La déroute des idées. Paris: Piranha. 2021  (ISBN 9782371190900)
- Suprémacistes. L'Enquête Mondiale chez les Gourous de la Droite Identitaire. Paris: Plon. 2020   (ISBN 978-2-259-27968-0)
- Air Law, Cape Town: Juta. 2019  (ISBN 9781485133148)[28]
- Grand Oral, Paris/Brussels, Genese, 2019  (ISBN 979-1-0946895-23)
- Blabla République, Paris, Lemieux éditeur, 2017 (ISBN 9782373440836)[29].
- Paroles Armées. Comprendre et Combattre la Propagande Terroriste, Paris, Lemieux Editeur, 2015  (ISBN 978-2-37344-029-4)
- Lesa Humanidad (dir. avec Claudia Hilb et Martin Lucas), Katz Editores, Madrid, 2014  (ISBN 978-84-15917-06-9)
- Rhetoric in South America (avec M A Vitale), AfricaRhetoric Publisher, 2013 (eBook (ISBN 978-0-620-56678-0)[30].
- Rhetoric of Statecraft in Africa], Cape Town, 2013[31].
- Diplomatic Rhetoric in the South], Cape Town, 2012[32].
- De l'Art de séduire l'électeur indécis, Paris, Bourin Editeur, 2012.
- Figures de l'État et Institutionnalisation du Pouvoir, (Ed., avec C Mihali, P. Michel), Cluj-Napoca, Romania, Idea and Agence Universitaire de la Francophonie, 2011 (ISBN 978-973-7913-95-1).
- Paroles de Leaders. Décrypter le discours des puissants, Paris, François Bourin Editeur, 2011 .
- « Philosophy and Rhetoric in France Today », numéro spécial de la revue Philosophy & Rhetoric, 2009[33].
- L'hyperpolitique. Une passion française, Paris, Klincksieck, 2009, 200 p.  (ISBN 2-252-03735-0)
- Truth and Reconciliation in South Africa. The Fundamental Documents, coauteur avec Erik Doxtader, Le Cap, David Philip, 478 p.  (ISBN 978-0-86486-707-0)[34] (ISBN 978-0-86486-707-0).
- Mahomet, Paris, Klincksieck, 2005, XXVII-390 p.  (ISBN 2-252-03540-4).
- (dir.) Adam Mickiewicz, Les Slaves, Cours du Collège de France 1842, Paris, Klincksieck, 2005, 248 p.  (ISBN 2-252-03516-1).
- (dir.) Amnistier l’apartheid, Paris, Le Seuil, 2004, 352 p.  (ISBN 2-02-068604-X).
- (dir.) François de La Mothe Le Vayer. De la patrie et des étrangers et autres traités sceptiques, Paris, Desjonquères, 2003, 336 p.  (ISBN 2-843-21057-7).
- L’Art de parler. Anthologie de manuels d’éloquence, Paris, Klincksieck, 2003, 370 p.  (ISBN 2-252-03438-6)
- An African Athens. Rhetoric and the Shaping of Democracy in South Africa, Mahwah, NJ/London, Lawrence Erlbaum Associates, 2002, 248 p.  (ISBN 0-8058-3341-2).
- Parole démocratique. Entames rhétoriques, Paris, Collège international de philosophie, Les Papiers du Collège, 56, 2001, 54 p.
- La Divine Sceptique. Éthique et rhétorique au XVIIe siècle, Tübingen, Gunter Narr Verlag, 2000, 131 p.  (ISBN 3-8233-5581-3)
- Afrique du Sud. La révolution fraternelle, Paris, Hermann, 1998, 121 p.  (ISBN 2-7056-6360-6).
- (dir.) Le Loisir Lettré à l'âge classique, codirecteur avec Marc Fumaroli et Emmanuel Bury, Genève, Droz, 1996, 359 p.  (ISBN 2-600-00175-1).
- Le Culte de la voix au XVIIe siècle. Formes esthétiques de la parole à l'âge de l'imprimé, Paris-Genève, Champion-Slatkine, 1995, 408 p.  (ISBN 2-85203-422-0).
- (dir.) Afriques imaginaires, Regards réciproques et discours littéraires, XVIIe-XXe siècles, codirecteur avec Anny Wynchank, Paris, L'Harmattan, 1995, 295 p.  (ISBN 2-7384-3127-5).
- (dir.) Mémoires de Pierre-Daniel Huet, nouvelle édition, Paris/Toulouse, Klincksieck/SLC, 1993, 170 p.  (ISBN 2-908728-13-3)
- (dir.) Projet d'éloquence royale de Jacques Amyot, nouvelle édition, précédé d'un essai critique : Le Monarque orateur, Paris, Les Belles Lettres, 1992, 104 p.  (ISBN 2-251-46001-2).
- (trad.) De Arte Graphica de Ch.-A. Du Fresnoy, nouvelle traduction française, précédé d'un essai critique sur L'institution de la peinture, Paris, L'Alphée, 1990, 98-121.
- L'intrigue raciale. Essai de critique anthropologique, Paris, Méridiens Klincksieck, 1989, 230 p.  (ISBN 2-86563-211-3).
- Ideologije U Operi, Belgrade, Nolit, Muzika, 1985, 228 p. Traduction de ci-dessous.
- Idéologies de l'opéra, Paris, Presses universitaires de France, 1980, 208 p.  (ISBN 2-13-036175-7).

### Direction de numéros de revues scientifiques
- A critique of surveillance, 2015  (ISSN 2030-028X)[35].
- Nelson Mandela (y otros) habla español! », V, 2015  (ISSN 2305-7785)[36].
- Surveillance/Rhetoric, African Yearbook of Rhetoric, 3 (1), 2012.
- Trente années de recherches rhétoriques, Dix-Septième Siècle, LIX (3), no. 236, 2007, 421-426 (ISBN 978-2-13-056096-8).
- The Rhetorical Shape of International Conflicts, Javnost-The Public, 12 (4), 2005.  (ISSN 1318-3222) Online (ISSN 1854-8377).
- Vérité, réconciliation, réparation, avec Barbara Cassin et Olivier Cayla, Le Genre Humain, 43, 2004, 365 p.  (ISBN 2-02-062886-4).
- Truth in Politics, avec Sanya Osha et Wim van Binsbergen, Quest. An African Journal of Philosophy/Une Revue Africaine de Philosophie, XVI (1-2), 2004, 274 p.  (ISSN 1011-226X)[37].
- Democratic Rhetoric and The Duty of Deliberation, Javnost-The Public, 8(3), 2001, 78 p.  (ISSN 1318-3222). Online (ISSN 1854-8377).
- Institution de la parole en Afrique du Sud, Rue Descartes, 17, 1997, 178 p.  (ISBN 2-13-048336-4).